# Thời kỳ cổ đại
Thời kỳ cổ đại là một phần của lịch sử loài người từ khi thời nguyên thủy kết thúc đến thời Sơ kì Trung Cổ ở phương Tây và phương Đông.
Vào thời này, con người đã xây dựng nên hai hình thái xã hội đầu tiên, đó là xã hội cổ đại chuyên chế và xã hội chiếm hữu nô lệ. Ở thời này, con người đã tiếp thu được những kiến thức đầu tiên về thiên văn, toán học, hình học,...Tại Ai Cập, con người đã áp dụng các kiến thức về hình học để xây dựng các kim tự tháp, sáng tạo ra số pi. Tại Ấn Độ và Lưỡng Hà, con người đã sáng tạo ra bảng chữ số từ 0 đến 10 mà đến nay vẫn được sử dụng trong cuộc sống.